# 3130 Хилари
3130 Хилари (енгл. 3130 Hillary) је астероид главног астероидног појаса са средњом удаљеношћу од Сунца која износи 2,466 астрономских јединица (АЈ).
Апсолутна магнитуда астероида је 12,8.